# Miriam Lexmann
Miriam Lexmann (* 2. prosince 1972 Bratislava) je slovenská politička. Od února 2020 působí jako poslankyně Evropského parlamentu. Je členkou Kresťanskodemokratického hnutí a Evropské lidové strany.

## Osobní život
Narodila se v roce 1972 v Bratislavě otci Eugenovi a matce Martě do německo-slovenské rodiny. Její prastrýc Mikuláš Jozef Lexmann přišel na Slovensko v roce 1853 z Německa. Původně se celým jménem jmenovala Lexmannová, ale své jméno si v průběhu života změnila na zkrácenou formou Lexmann na protest vůči politice Vladimira Mečiara a na zdůraznění svého částečně německého původu. V roce 1999 získala magisterský titul na Filozofické fakultě Univerzity Komenského v Bratislavě v oborech filozofie a moderní neslovanské filologii (konkrétně anglický jazyk a literatura).
Jejím manželem je od srpna 2020 předseda KDH a župan Prešovského kraje Milan Majerský. Svatba proběhla v Kostele Panny Marie Sněžné v Bratislavě. Je bezdětná, má tři sestry a je římskokatolického vyznání. V září 2019 přežila autonehodu.

## Politické působení
V roce 1990 stála u zrodu Křesťanskodemokratické mládeže Slovenska. V mládí pracovala jako ředitelka evropské kanceláře Mezinárodního republikánského institutu. Poté pracovala jako permanentní zástupkyně Národní rady v Evropské unii. V roce 2016 vstoupila do KDH.

### Působení v Evropském parlamentu
Ve volbách do Evropského parlamentu v roce 2019 kandidovala na druhém místě kandidátní listiny KDH, přičemž získala 27 833 preferenčních hlasů a byla tak zvolena novou europoslankyní. Slovensko však v té době mělo v Evropském parlamentu pouze 13 mandátů, přičemž čtrnáctý mandát měl Slovensku připadnout až po odchodu Velké Británie z Evropské unie, který byl době jejího zvolení očekáván v nadcházejících měsících. Onen čtrnáctý mandát měla získat strana s nejmenším zbytkem podle volebního systému, který se na Slovensku používá pro přepočet zisků hlasů na mandáty. Lexmann se nicméně ve volbách vyjádřila v tom smyslu, že se na Brexit netěší a vyšší zájem vidí spíše v tom, aby k němu nedošlo.
Proces odchodu Velké Británie byl završen 31. ledna 2020, díky čemuž tak Lexmann oficiálně získala svůj mandát o den později. Svůj slib složila 10. února 2020 a krátce poté vstoupila do Evropské lidové strany, stala se členem výboru pro zahraniční politiku a náhradnicí v podvýboru pro bezpečnost a obranu.
V roce 2021 byla Čínskou lidovou republikou zařazena spolu s dalšími deseti politiky a akademiky na její sankční seznam, přičemž Lexmann to komentovala slovy, že se obává o své kontakty žijící v zemi, na které by situace mohla mít dopad.
Ve volbách do Evropského parlamentu na Slovensku v roce 2024 kandidovala jako lídryně hnutí, přičemž jako jediná z jeho kandidátní listiny mandát europoslankyně skutečně získala. V červenci 2024 byla poté zvolena kvestorkou Evropského parlamentu, když byla do této funkce se ziskem 459 hlasů europoslanců zvolena již v prvním kole tajného hlasování. K roku 2025 působila v Evropském parlamentu ve výborech pro mezinárodní obchod a pro zaměstnanost a sociální věci.